# Chubb Life Việt Nam
Công ty TNHH Bảo hiểm Nhân thọ Chubb Việt Nam (Chubb Life Việt Nam) là thành viên của Chubb Limited. Chubb Limited cung cấp các dịch vụ bảo hiểm tài sản doanh nghiệp và cá nhân, bảo hiểm tai nạn và sức khỏe, tái bảo hiểm và bảo hiểm nhân thọ cho các đối tượng đa dạng.
Chubb Life là khối kinh doanh Bảo hiểm nhân thọ toàn cầu của Chubb Limited. Tại Châu Á, Chubb Life đã thành lập các đơn vị thành viên với 100% vốn sở hữu tại Hồng Kông, Indonesia, Hàn Quốc, Myanmar, Đài Loan, Thái Lan, Việt Nam và một công ty liên doanh bảo hiểm nhân thọ tại Trung Quốc.

## Lịch sử hình thành và phát triển
Chubb Life Việt Nam bắt đầu hoạt động kinh doanh tại Việt Nam vào năm 2005 và thành lập Công ty TNHH Một thành viên Quản lý Quỹ Chubb Life (Chubb Life FMC) vào năm 2013. Chubb Life Việt Nam hiện nay có 61 văn phòng trên toàn quốc, bao gồm 1 trụ sở chính, 7 chi nhánh và 53 phòng giao dịch.
Những cột mốc trên hành trình phát triển tiêu biểu:
- 04/05/2005: Được cấp phép thành lập và hoạt động để kinh doanh bảo hiểm nhân thọ tại Việt Nam.
- 2005: Chủ tịch ACE Life toàn cầu nhận giấy phép thành lập và hoạt động của ACE Life.
- 2012: Vượt qua mốc doanh thu nghỉn tỷ đồng.
- 2016: Đổi tên từ ACE Life thành Chubb Life Việt Nam – Thương hiệu Chubb Life chính thức được giới thiệu tại Việt Nam, sau thương vụ M&A lớn nhất lịch sử ngành bảo hiểm giữa Tập đoàn ACE và Chubb với giá trị 28,3 tỷ USD[3].

Chubb Life Việt Nam là doanh nghiệp hiếm hoi đạt lợi nhuận chỉ sau 4 năm hoạt động và kinh doanh có lợi nhuận trong 13 năm liên tiếp. Năm 2021, tổng doanh thu phí bảo hiểm gốc của Chubb Life Việt Nam đạt 4.499 tỷ đồng, lợi nhuận trước thuế đạt 980 tỷ đồng.

## Hoạt động cộng đồng
Chubb Life Việt Nam tài trợ thiết bị giáo dục mới cho các trường học và trao học bổng để hỗ trợ hàng nghìn học sinh có hoàn cảnh khó khăn, đồng thời, trao tặng 15.000 chiếc áo ấm cho trẻ em đồng bào miền Trung bị ảnh hưởng bởi lũ lụt hằng năm.
Một số hoạt động tiêu biểu:
- Ngày hội giọt hồng nhân ái Chubb Life Việt Nam[7]
- Chubb Life - Vì thế hệ tương lai[8][9]

## Giải thưởng
- Bằng khen của Bộ trưởng Bộ Giáo dục và Đào tạo (2021)[10]
- Bằng khen của Uỷ ban nhân dân Thành phố Hồ Chí Minh (2017)[11]
- Bằng khen của Thủ tướng chính phủ (2020)[12][13]
- Top 10 Công ty Bảo hiểm Nhân thọ uy tín tại Việt Nam (2016 – 2022: 7 năm liên tiếp)[14]
- Top 100 Doanh nghiệp bền vững (2021)[15][16]
- Doanh nghiệp chuyển đối số xuất sắc (2021)[17]
- Top 50 Doanh nghiệp tăng trưởng xuất sắc nhất Việt Nam (2021)[18]
- Top 500 Doanh nghiệp lợi nhuận tốt nhất Việt Nam (2021 & 2022)[19]
- Nơi làm việc tốt nhất Châu Á (2020 & 2021)[20][21]